# La Seca (Barcelona)
La Seca és un conjunt d'edificis als carrers dels Flassaders, de la Seca i de les Mosques del barri de la Ribera de Barcelona, catalogat com a bé cultural d'interès local.

## Història
La Seca Reial o Reial Fàbrica de Moneda de la Corona d'Aragó apareix documentada per primera vegada l'any 1441 i es trobava a la cantonada dels carrers de les Mosques i el de la Seca. Cap a finals dels segle xv i al segle xvi, l'edifici es va anar eixamplant fins a ocupar també una finca del carrer dels Flassaders propietat de Llorenç Fàbregas. La part principal és de mitjans del segle xvii, moment en què es transformà totalment la fesomia del conjunt. Al segle xviii, els Borbons van col·locar el seu escut a la façana.
Després de la Guerra de Successió va ser tancada, i el 1808, durant l'ocupació napoleònica, es va tornar a obrir, moment en què es van encunyar les primeres pessetes. Aacollí les primeres premses monetàries mecàniques fabricades el 1856 a La Maquinista Terrestre i Marítima, a les quals es va aplicar el vapor. El 1858 es va construir la xemeneia, i s'hi va fabricar moneda fins al seu tancament al 1881. A partir d'aquell moment, la fàbrica es va anar dividint en diferents immobles i així ha arribat a l'actualitat.
El 1902, el pati interior de l'edifici del carrer dels Flassaders va ser cobert i es convertí en el magatzem de pells sense adobar de Requesens i Valls.
L'any 2011, l'arquitecta Meritxell Inaraja el va rehabilitar per a convertir-lo en l'Espai La Seca, depenent de la Fundació Joan Brossa. Per aquest projecte va rebre el Premio sul Restauro e Architetture Mediterranee (PRAM) en la segona edició.

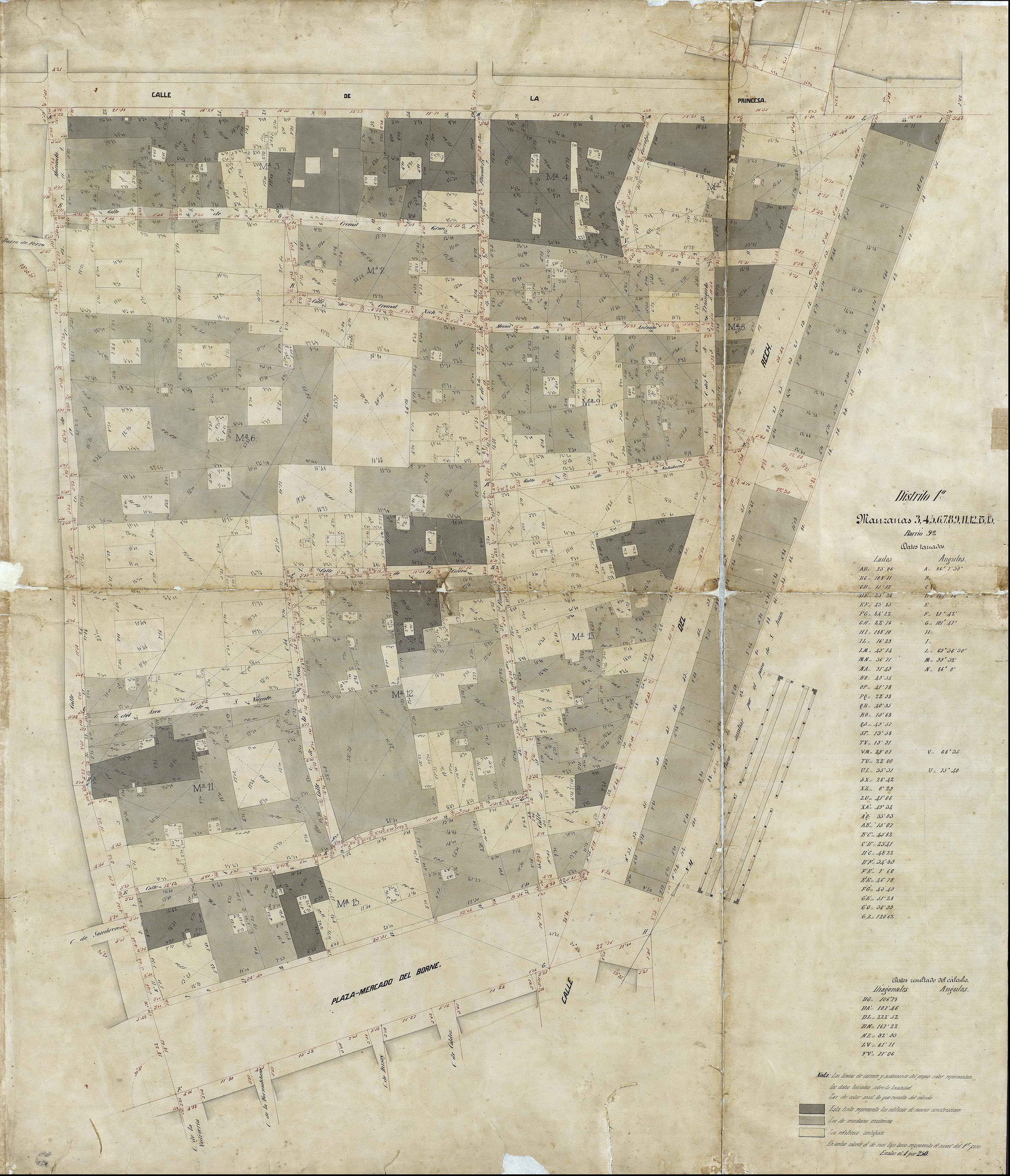
Quarteró núm. 15 de Garriga i Roca (c. 1860)

## Descripció
L'edifici principal és el que té la façana al carrer dels Flassaders. Consta de planta baixa, entresòl, dos pisos i un pati interior cobert a l'altura del primer pis. La planta baixa té un gran portal d'arc rebaixat anb un gran escut borbònic a sobre. A un costat s'obre una porta i una finestra, i, a l'altre, només una finestra. Al primer pis hi ha tres obertures allindades i corona la façana el ràfec de la teulada que és a una vessant. Tota la façana està arrebossada i pintada de blanc excepte els carreus que emmarquen les obertures.
A l'interior, l'antic pati actualment és un escenari de teatre. En tot l'edifici els antics murs, de pedra vista, conviuen amb els nous, pintats de blanc. Aquests són visibles en el vestíbul de l'entrada, on actualment hi ha una cafeteria, a la part posterior del teatre, a les escales, etc. Al pati que queda al primer pis són visibles algunes portes allindanades emmarcades amb grans carreus i una antiga finestra amb la llinda decorada amb quatre arcs lobulats. Una cornisa corona els murs. En aquest pati es pot veure un pas cobert, realitzat en maó, a l'altura del primer pis; aquest pas es va fer en la darrera restauració. També es va realitzar un mur amb fileres de maons separats entre si de manera de deixen passar la llum a un espai buit que queda obert fins a la planta baixa. En aquest espai s'ha col·locat un terra de vidre per on es pot circular i d'aquesta manera es pot veure la part externa de la torre de l'or, lloc on es guardava l'or i els metalls per fabricar les monedes. En aquesta cara externa es pot veure una finestra allindanada emmarcada per grans carreus regulars i el parament del mur de pedres irregulars. Actualment a l'interior de la torre hi ha el cos d'escales.
L'immoble que dona al carrer de la Seca és de planta baixa i un pis. Totes les obertures són allindanades i corona la façana el ràfec de la teulada. En alguns punts és visible el parament que barreja la pedra irregular amb els maons. De la teulada sobresurt una xemeneia de maons de forma troncocònica i que està coronada per dues motllures.